# Challenger de Temuco 2023
El torneo Challenger de Temuco 2023, denominado por razones de patrocinio Challenger Dove Men+Care Temuco fue un torneo de tenis perteneció al ATP Challenger Tour 2023 en la categoría Challenger 75. Se trató de la 2.ª edición, el torneo tuvo lugar en la ciudad de Temuco (Chile), desde el 27 de noviembre hasta el 3 de diciembre de 2023 sobre pista dura al aire libre.

## Jugadores participantes del cuadro de individuales
| Favorito | País                      | Jugador                    | Rank1 | Posición en el torneo |
| -------- | ------------------------- | -------------------------- | ----- | --------------------- |
| 1        | Bandera de Chile          | Tomás Barrios              | 104   | Semifinales           |
| 2        | Bandera de Chile          | Alejandro Tabilo           | 106   | Baja                  |
| 3        | Bandera de Bolivia        | Hugo Dellien               | 108   | Primera ronda         |
| 4        | Bandera de Estados Unidos | Aleksandar Kovacevic       | 120   | CAMPEÓN               |
| 5        | Bandera de Argentina      | Guido Andreozzi            | 178   | Primera ronda         |
| 6        | Bandera de Argentina      | Santiago Rodríguez Taverna | 244   | Cuartos de final      |
| 7        | Bandera de Brasil         | Gustavo Heide              | 248   | Segunda ronda         |
| 8        | Bandera de Argentina      | Juan Pablo Ficovich        | 282   | Primera ronda         |

- 1 Se ha tomado en cuenta el ranking del 20 de noviembre de 2023.

### Otros participantes
Los siguientes jugadores recibieron una invitación (wild card), por lo tanto ingresan directamente al cuadro principal (WC):
- Diego Fernández Flores
- Gonzalo Lama
- Matías Soto

Los siguientes jugadores ingresan al cuadro principal tras disputar el cuadro clasificatorio (Q):
- Andrés Andrade
- Ignacio Buse
- Gabriel Décamps
- Mariano Kestelboim
- Facundo Mena
- Keegan Smith

## Campeones

### Individual Masculino
- Aleksandar Kovacevic derrotó en la final a  Gilbert Klier Júnior, 4–6, 6–3, 6–3

### Dobles Masculino
- Mateus Alves /  Matías Soto derrotaron en la final a  Aleksandar Kovacevic /  Keegan Smith, 6–2, 7–5